# Giulia Anghelescu
Giulia Anghelescu  (n. 7 noiembrie 1984, Galați), cunoscută și după mononimul Giulia, este o cântăreață română de muzică pop. Anterior a mai făcut parte din trupa Candy și a fost solista formației DJ Project.

## Biografie
Giulia a pășit prima oară pe scenă la 6 ani, la spectacolul-emisiune pentru copii Tip Top Minitop. În acea vreme, prezentator era regretatul Ioan Luchian Mihalea. Tot în 1995, Giulia și-a lansat prima casetă cu melodii compuse de Adrian Ordean și Mihai Ochiu. În '96, a făcut parte dintr-un trio feminin, iar în 1998, când clubul Giulia și-a închis porțile, a devenit prezentatoarea unei emisiuni TV dedicată adolescenților. 
În același an, au urmat alte succese: a câștigat preselecția pentru Școala Vedetelor și și-a înființat un alt trio, din care făcea parte Monica Andrei, viitoare componentă a trupei Candy și Andreea Antonescu de la fostul Andre. Din păcate, formula nu a fost menită să reziste, foarte curând, fetele s-au despărțit. 
În martie, 2000, Giulia s-a gândit să-și viziteze un prieten din copilărie: Laurențiu Duță. Inițial, Giulia își dorea un material solo, dar Laurențiu i-a propus altceva: un nou trio, așa a ajuns Giulia la Candy.
Începând din anul 2002, Giulia se mută în București și absolvă Colegiul "Gheorghe Lazăr". Ulterior, s-a înscris la cursurile Facultății de Sociologie - Psihologie din cadrul Universității "Spiru Haret".
În anul 2004 Giulia renunță la trupa Candy optând pentru o carieră solo. Imediat lansează și primul album solo intitulat "Giulia", de ziua ei, pe 7 noiembrie 2004.
În octombrie 2004, Giulia devine co-prezentatoare la emisiunea "Cool-Mea Distracției", la TVR2, ulterior fiind unic prezentator al emisiunii "Kiss Adventure" de la Prima TV.
Giulia, alături de Andu Câmpu, a prezentat emisunea "Kiss my way", de la Kiss FM.
Cel de al 2-lea album a fost lansat în vara lui 2006 și s-a numit "Fluturi". Albumul este unul matur, venind cu o schimbare în viața Giuliei, care renunță la atitudinea de adolescentă rebelă, alegând să se transforme într-o domnișoară visătoare. Piesele de pe album reușesc să surprindă un puzzle din viața artistei.
În 2008, este lansat cel de-al treilea album solo al Giuliei, intitulat "Primul Pas". De pe acest album, este promovată piesa "Te-am ales", un featuring cu Gabriel Huiban. Tot în 2008, artista participă la show-ul TV "Dansez pentru tine", unde se clasează pe primul loc reușind astfel să câștige Trofeul Viselor. Începând cu 2009, devine solista trupei DJ Project, cu care lansează 3 piese care în scurt timp vor ajunge să ocupe locuri fruntașe în topurile de specialitate ("Nu", "Regrete" și "Mi-e dor de noi").
În 2011, Giulia declară în mod oficial că este însărcinată. În această perioadă lansează și videoclipul piesei "Vorbe Goale", un clip care marchează relansarea carierei sale solo. În 2012, apare noul album "Un om cu un pian", de pe care este extrasă ca single piesa cu același nume.
În prezent, Giulia are 2 copii, o fată, pe nume Antonia și un băiat, pe nume Eduard Mikael.

## Discografie

### Albume de studio
- Candy (2000)
- O Seară Perfectă (2001)
- De Vis (2002)
- Best Of Candy (2003)
- Poveste (2003)

### Albume solo
- Giulia (2004)
- Fluturi (2006)
- Primul Pas (2008)
- Un Om Cu Un Pian (2012)

### Single-uri
- Underrated Love (2011)
- Un om cu un pian

### Videoclipuri
- Candy - Heyla
- Candy - Seara îți pare rău
- Candy - Mergem la mare
- CANDY - N-am să uit
- Giulia - Să-mi atingi din nou inima
- Prind aripi
- Giulia și Gabriel -Te-am ales
- Oriunde m-aș afla
- Prima noapte (DJ Project feat. Giulia) - (2008)
- Rain - (2008)
- DJ Project & Giulia - Nu (2009)
- DJ Project & Giulia - Regrete (2010)
- DJ Project & Giulia - Mi-e dor de noi (2011)
- Vorbe Goale (2012)
- Două inimi (Bere Gratis feat. Giulia) - 2013
- Ochii tăi (2016)
- Dorian Popa & Giulia - Ploaie de vară (2016)
- Giulia & Dj Proiect - O secundă (2017)
- Jocuri deocheate (2014)
- Giulia & DJ Project - În lumea ta (2014)
- Anthony Icuagu & Giulia - Sunbright (2014)
- My Life - (2013)
- Îmi dă fiori (2018)
- Dirty Nano & Giulia - Fumez Amintiri (2023)

### Duete
- Direcția 5 & Giulia — De ce?
- Furbo & Giulia — Baby Baby
- Laurențiu Duță & Giulia — Totul s-a pierdut
- Vali Bărbulescu & Giulia — In the Night
- Codu Penal & Giulia — Vreau banii tăi
- Giulia & Vali Bărbulescu — Zbor
- Marius feat. Giulia — Rain
- Giulia & Gabriel — Te-am ales
- DJ Andi vs Giulia — Opened mind
- GIULIA feat Micke — Mouse song